# Attentat du 19 avril 2022 à Kaboul
L'attentat du 19 avril 2022 à Kaboul est survenu le matin du 19 avril 2022 lorsque trois explosions ont secoué l'école secondaire Abdul Rahim Shahid dans le quartier chiite hazara de Kaboul, en Afghanistan, tuant au moins six personnes et blessant des dizaines d'autres élèves. Beaucoup de blessés étaient des adolescents.

## Contexte
Depuis la prise de contrôle du pays par les talibans islamistes déobandi en août 2021, le groupe rival État islamique - Province de Khorassan a fréquemment pris pour cible des minorités en Afghanistan, notamment lors d'un précédent attentat à la bombe contre une école à Kaboul. La plupart des victimes étaient des Hazaras, qui ont été la cible de l'EIIL en Afghanistan depuis que les talibans ont pris le pouvoir, et avant. Le retour des talibans a également été perçu comme une menace par cette minorité chiite, beaucoup de personnes fuyant le pays vers d'autres nations comme le Pakistan voisin et jusqu'au Canada.

## Attaque
Vers 10 h 0 (UTC+4:30), une explosion s'est produite à l'entrée de l'école Abdul Rahim Shahid, l'une des plus grandes écoles de la ville, avec 16 000 garçons présents, alors que les élèves de 11e et 12e année quittaient leurs classes. Dix minutes plus tard, une autre explosion a secoué une ruelle près d'un campus éducatif.
Les autorités médicales sont intervenues rapidement sur les lieux et les étudiants blessés ont été transportés pour recevoir des soins médicaux. Un établissement de soins infirmiers scolaire a signalé quatre morts et 14 blessés. Ces chiffres ont ensuite été augmentés à au moins six morts et onze blessés. Les reporters et les journalistes se sont plaints que les autorités talibanes les empêchaient d'atteindre les blessés transportés dans les hôpitaux de la région. Cependant, le lendemain, il a été signalé que les talibans avaient rendu les corps des personnes décédées à leurs familles, le nombre officiel de victimes étant de 6 morts et 25 blessés. Certains ont affirmé que les talibans avaient manqué de respect au défunt et que le nombre de victimes devrait être plus élevé en raison du nombre de personnes à la recherche de membres de la famille disparus.
Personne n'a revendiqué la responsabilité des attaques.

## Réactions
Khalid Zadran, le porte-parole du commandant de Kaboul a reconnu "des victimes chiites" et les talibans ont sécurisé la zone. Un porte-parole adjoint du gouvernement taliban a condamné l'attaque et l'a qualifiée de "crime contre l'humanité" et a juré que les auteurs seraient retrouvés et punis. Le porte-parole du département d'État américain, Ned Price (en), a condamné l'attaque, exprimant son indignation face aux "attentats odieux [...] à Kaboul, en Afghanistan" et a demandé que les auteurs soient traduits en justice.
Les habitants ont exprimé leurs soupçons, leur frustration et certaines théories du complot après l'attentat. Certains habitants ont affirmé que le groupe État islamique, connu localement sous le nom de Daech, voulait montrer sa force, tandis que d'autres ont affirmé que les talibans avaient secrètement planifié l'attaque ou que des ennemis inconnus avaient organisé l'attaque.
Save the Children a condamné l'attaque, se disant "profondément attristée par les informations selon lesquelles des enfants auraient été blessés, voire tués". L'International Rescue Committee (IRC) a condamné le "bombardement insensé d'écoles à Kaboul", a envoyé ses condoléances aux familles des victimes et a souligné le danger dans lequel vivent les citoyens afghans, selon l'IRC. Une condamnation similaire de l'attaque a été constatée par la Mission d'assistance des Nations unies en Afghanistan.